# 福建省住房和城乡建设厅
福建省住房和城乡建设厅是中华人民共和国福建省人民政府主管住房和城乡建设事务的组成部门。

## 组织机构

### 内设机构
1. 办公室
2. 政策法规处
3. 计划财务处
4. 建筑节能与科学技术处
5. 住房保障处（省住房制度改革办公室）
6. 住房公积金监管处
7. 房地产市场监管处
8. 建筑业处
9. 工程建设管理处
10. 勘察设计处
11. 城乡规划处
12. 城市建设处
13. 村镇建设处
14. 人事处[1]

### 直属事业单位
- 福建省建设工程造价管理总站
- 福建省建筑施工图审查中心
- 福建省建设工程交易中心
- 福建省建设信息中心
- 福建省城乡规划研究院
- 福建省建设干部培训中心
- 福建省建设执业资格注册管理中心
- 福建省房地产业发展中心
- 福建省村镇建设发展中心
- 福建省建设科技发展促进中心
- 福建省抗震防灾技术中心
- 福建省建设监察总队
- 福建省建设工程质量安全监督总站[2]